# أماندا لانغ
أماندا لانغ هي مهندسة معمارية وصحفية كندية، ولدت في 31 أكتوبر 1970.